# Distoleon tipulioides
Distoleon tipulioides is een insect uit de familie van de mierenleeuwen (Myrmeleontidae), die tot de orde netvleugeligen (Neuroptera) behoort. 
Distoleon tipulioides is voor het eerst wetenschappelijk beschreven door Fraser in 1950.